# Hercezi
Hercezi je naseljeno mjesto u općini Kiseljak, Federacija Bosne i Hercegovine, BiH.

## Stanovništvo

### 1991.
Nacionalni sastav stanovništva 1991. godine, bio je sljedeći:
ukupno: 182
- Muslimani - 140
- Hrvati - 42

### 2013.
Nacionalni sastav stanovništva 2013. godine, bio je sljedeći:
ukupno: 109
- Bošnjaci - 88
- Hrvati - 20
- ostali, neopredijeljeni i nepoznato - 1